# انحلالية الماء
إن الماء عبارة عن مركب قطبي ملتوٍ لديه القدرة على الترابط الهيدروجيني. ومن ثم يتميز الماء بسمات انحلالية فريدة بوصفه مذيبًا ويعمل الماء عملاً مختلفًا باختلاف درجات الحرارة.